# NK Novi Travnik
NK Novi Travnik je bosanskohercegovački nogometni klub iz istoimene općine u Bosni i Hercegovini.

## Povijest
Klub je službeno osnovan 1950. godine, ipak na klupskom grbu stoji 1949. godina kada je formirana nogometna sekcija. Klub se isprva zvao NK Metalac, zatim NK Bratstvo, a od 1994. nosi sadašnji naziv.
U sezoni 2010./11. natjecali su se u 1. županijskoj ligi ŽSB nakon čega nisu imali aktivan seniorski pogon sve do sezone 2013./14. kada je ponovno formirana prva momčad koja se natjecala u prvoj županijskoj ligi. Osvajanjem 1. županijske lige u sezoni 2013./14. ostvarili su plasman u Drugu ligu FBiH – Zapad. Već sljedeće sezone osvajanjem Druge lige ostvaruju plasman u Prvu ligu FBiH. Nakon dvije sezone u Prvoj ligi ispadaju u niži rang natjecanja. U sezoni 2017./18. ostvaruju ponovni plasman u Prvu ligu nakon osvajanja prvog mjesta u Drugoj ligi – Zapad te pobjede u doigravanju nad Budućnosti iz Banovića (0:2, 4:1).
Za vrijeme neaktivnosti seniorske momčad, kao i danas, mlađe uzrasne kategorije nastupale su u županijskim natjecanjima ŽSB.

## Vanjske poveznice
- Službene stranice